# Singjay
Per singjaying s'intende quel particolare stile di reggae che combina l'intonazione della voce in toasting e canto che favorisce la creazione di ritmi in cui parte della musica è costituita dalla voce stessa del cantante, che viene per l'appunto chiamato singjay (combinazione di singer, cantante, e deejay).

## Le radici
I primi casi di singjaying compaiono poco dopo la creazione del reggae: artisti come Big Youth cominciarono a sperimentare la combinazione del canto e del toasting in tracce come Sky Juice, Every Nigger Is A Star ed Hit The Road Jack.
 Definire però questi artisti come singjay non è del tutto corretto, perché il termine si applica meglio a cantanti che si avvicinano al DJing piuttosto che il contrario, ossia a dj che si cimentano nel canto.

## Nascita ed evoluzione
Il primo singjay nel senso stretto del termine è stato probabilmente Michael Rose, che integrava i ritmi strumentali roots reggae con l'estensione della voce, emettendo tuttavia suoni senza significato.

Quando il reggae cambiò musicalità alla fine degli anni '70 con le sonorità rock, i temi affrontati dal roots cominciarono a venire rimpiazzati da altri ispirati alle attività da dancehall: cominciarono ad emergere dei singjay "stile rockers", come Barrington Levy, Echo Minott e Little John, ma anche altri cantanti (ad esempio Half Pint nella canzone Greetings) si cimentarono nel singjaying su diverse sonorità nell'ambito del reggae.

## Gli anni '80
Verso la metà degli anni '80, il singjaying si scrollò di dosso l'etichetta di "musica di nicchia" e si impose nel mainstream giamaicano, riuscendo in qualche caso ad oltrepassare il confine dell'isola e a far conoscere il genere in tutto il mondo: basti pensare ad artisti come Tenor Saw, Eek-A-Mouse, Anthony Red Rose, Pinchers, Wayne Smith, Courtney Melody, Conroy Smith, Lilly Melody, Wayne Palmer, Thriller U, Eccleton Jarrett, Nitty Gritty o Yami Bolo.
Negli anni 90 si sono caratterizzati come ottimi sing-j i cantanti rasta della frangia Bobo Ashanti, come Sizzla, Capleton, Buju Banton, Junior Kelly e Anthony B.